# 岐阜金賞
岐阜金賞（ぎふきんしょう）とは岐阜県地方競馬組合が笠松競馬場のダート1900mで施行する地方競馬の重賞競走（SPI）である。正式名称は「中日スポーツ杯 岐阜金賞」、中日スポーツを発行する中日新聞社が優勝杯を提供している。かつてはダービーグランプリの指定競走であった。

## 概要
1977年にサラブレッド系4歳（現3歳）の東海（愛知・笠松）所属馬限定の別定の重賞競走「中日スポーツ杯 岐阜金賞」として創設。創設から一貫してダート1900mで行われている。1978年から1980年の3年間は11月に開催されたが、1981年からは施行時期を11月から10月に戻す。2005年は8月に開催された。2019年からは施行時期を10月から8月に変更する。
1996年からは東海地区重賞格付け制度施行によりSPI（スーパープレステージワン）に格付けされ、更に東海三冠競走の最終戦に指定された。
2004年から北陸・東海・近畿地区交流競走として施行、金沢所属・兵庫所属の競走馬が出走可能となり2006年からは北陸・東海・近畿・中国地区交流競走として施行、福山所属の競走馬が出走可能となる。
2009年には1着にトウホクビジン（10番人気）、2着にディアボロス（6番人気）、3着にニュースターガール（9番人気）が入線したが、三連単の的中者がおらず、特払い70円の払い戻しとなり、日本の重賞競走で初の珍事となった。
2017年から2023年は「3歳秋のチャンピオンシップ」シリーズの構成競走で（2017・2018年はカテゴリーC、2019年からはカテゴリーB）で、本競走とダービーグランプリの双方に優勝した馬の馬主にはボーナス賞金が贈られた。
HITスタリオンシリーズに指定されている。対象種牡馬は2024年がワールドプレミア、2025年がウインブライト。

### 条件・賞金（2025年）
出走資格
サラブレッド系3歳、東海所属（前年7月31日から本年8月1日の間に東海所属として出走実績が必要）
出走枠
笠松所属7頭以上、名古屋所属5頭以下
負担重量
定量（57kg、牝2kg減）
賞金額
1着1000万円、2着320万円、3着180万円、4着120万円、5着80万円、着外10万円。
副賞
中日スポーツ総局長賞、（一社）日本地方競馬馬主振興協会会長賞、岐阜県地方競馬組合管理者賞、（一社）JBC協会賞、生産者賞。

## 歴史
- 1977年 - 笠松競馬場のダート1900mのサラブレッド系4歳（現3歳）の東海所属馬限定の別定の重賞競走「中日スポーツ杯 岐阜金賞」として創立。
- 1978年 - 施行時期を10月から11月に変更。
- 1981年 - 施行時期を11月から10月に戻す。
- 1996年
  - 東海地区重賞格付け制度施行によりSPIに格付け。
  - 東海三冠競走の最終戦に指定。
- 2001年 - 馬齢表示の国際基準への変更に伴い、出走条件を「サラブレッド系4歳の東海所属馬」から「サラブレッド系3歳の東海所属馬」に変更。
- 2004年 - この年から北陸・東海・近畿地区交流競走として施行、出走条件を「サラブレッド系3歳の北陸・東海・近畿所属馬」に変更。
- 2006年 - この年から北陸・東海・近畿・中国地区交流競走として施行、出走条件を「サラブレッド系3歳の北陸・東海・近畿・中国所属馬」に変更。
- 2010年 - 1着馬にダービーグランプリへの優先出走権が付与されるようになる。
- 2013年 - 福山競馬場の廃止により、再び出走条件を「サラブレッド系3歳の北陸・東海・近畿所属馬」に変更。
- 2019年 - 施行時期を10月から8月に変更。
- 2021年
  - この年から東海所属馬限定競走として施行、これにより出走条件を「サラブレッド系3歳の東海所属馬」に変更する予定だったが、岐阜県地方競馬組合の一連の不祥事による笠松競馬開催自粛を受け、同年は施行されなかった。
  - この年は東海二冠馬のトミケンシャイリがいたが、同馬は岐阜金賞の代わりに秋の鞍を優勝し"名古屋三冠"を達成[4]。

## 歴代優勝馬
馬齢は2000年以前についても現表記を用いる。
全て笠松競馬場ダート1900mで施行。
| 回数   | 施行日         | 優勝馬             | 性齢     | 所属     | タイム   | 優勝騎手   | 管理調教師 |
| ------ | -------------- | ------------------ | -------- | -------- | -------- | ---------- | ---------- |
| 第1回  | 1977年10月23日 | ハツシンロード     | 牡3      | 笠松     | 2:04.4   | 味坂勲     | 松村友二   |
| 第2回  | 1978年11月23日 | キヨウワダイヤ     | 牡3      | 愛知     | 2:04.5   | 黒宮高徳   | 市川安一   |
| 第3回  | 1979年11月23日 | サンローレオー     | 牡3      | 笠松     | 2:04.8   | 安藤勝己   | 吉田秋好   |
| 第4回  | 1980年11月16日 | イズミダツパー     | 牡3      | 笠松     | 2:04.3   | 町野良隆   | 大橋憲     |
| 第5回  | 1981年10月18日 | イナリカブト       | 牡3      | 愛知     | 2:04.0   | 鈴木純児   | 羽生作造   |
| 第6回  | 1982年10月11日 | ゴールドレツト     | 牡3      | 愛知     | 2:02.7   | 原口次夫   | 磯村林三   |
| 第7回  | 1983年10月23日 | ヒデノブレーブ     | 牡3      | 笠松     | 2:03.6   | 安藤勝己   | 中山義宣   |
| 第8回  | 1984年10月21日 | タイヨートウシヨウ | 牡3      | 笠松     | 2:04.3   | 安藤勝己   | 大橋憲     |
| 第9回  | 1985年10月27日 | サツキイチバン     | 牡3      | 笠松     | 2:03.7   | 澤田秀実   | 加藤健     |
| 第10回 | 1986年10月26日 | タカシマリーガル   | 牡3      | 笠松     | 2:03.8   | 濱口楠彦   | 加藤弘明   |
| 第11回 | 1987年10月28日 | ワイズルーラ       | 牡3      | 笠松     | 2:03.2   | 川原正一   | 後藤保     |
| 第12回 | 1988年10月26日 | トミシノシエンロン | 牡3      | 笠松     | 2:06.3   | 安藤勝己   | 飯干秀人   |
| 第13回 | 1989年10月25日 | オグリリーダー     | 牡3      | 笠松     | 2:03.9   | 青木達彦   | 鈴木良文   |
| 第14回 | 1990年10月24日 | エスエムグレート   | 牡3      | 笠松     | 2:04.0   | 川原正一   | 後藤保     |
| 第15回 | 1991年10月23日 | マックスブレイン   | 牡3      | 笠松     | 2:03.9   | 安藤勝己   | 荒川友司   |
| 第16回 | 1992年10月25日 | トミシノポルンガ   | 牡3      | 笠松     | 2:04.9   | 安藤勝己   | 加藤健     |
| 第17回 | 1993年10月24日 | サブリナチェリー   | 牡3      | 笠松     | 2:05.6   | 井上孝彦   | 荒川友司   |
| 第18回 | 1994年10月26日 | ツキノマイヒメ     | 牝3      | 笠松     | 2:04.5   | 村井栄治   | 神部幸夫   |
| 第19回 | 1995年10月18日 | キタイセタテヤマ   | 牡3      | 笠松     | 2:04.3   | 川原正一   | 原隆男     |
| 第20回 | 1996年10月23日 | フジノハイメリット | 牡3      | 笠松     | 2:03.0   | 安藤勝己   | 梶原軍造   |
| 第21回 | 1997年10月22日 | トミケンライデン   | 牡3      | 笠松     | 2:05.4   | 東川公則   | 荒川友司   |
| 第22回 | 1998年10月18日 | フジノモンスター   | 牡3      | 笠松     | 2:04.5   | 川原正一   | 中山義宣   |
| 第23回 | 1999年10月17日 | ラッシュスルー     | 牡3      | 笠松     | 2:03.5   | 岡部誠     | 井上孝彦   |
| 第24回 | 2000年10月18日 | ミツアキサイレンス | 牡3      | 笠松     | 2:05.7   | 川原正一   | 粟津豊彦   |
| 第25回 | 2001年10月17日 | ブラウンライアン   | 牡3      | 愛知     | 2:04.2   | 兒島真二   | 国光徹     |
| 第26回 | 2002年10月16日 | サダムクリスタル   | 牡3      | 笠松     | 2:04.0   | 安藤勝己   | 後藤保     |
| 第27回 | 2003年10月15日 | ミツアキタービン   | 牡3      | 笠松     | 2:01.3   | 東川公則   | 加藤健     |
| 第28回 | 2004年10月1日  | ヨシノイチバンボシ | 牡3      | 愛知     | 2:02.2   | 吉田稔     | 錦見勇夫   |
| 第29回 | 2005年8月31日  | マルヨサンデー     | 牡3      | 笠松     | 2:04.2   | 尾島徹     | 柴田高志   |
| 第30回 | 2006年10月18日 | ティアマット       | 牡3      | 笠松     | 2:04.6   | 東川公則   | 田口輝彦   |
| 第31回 | 2007年10月10日 | マルヨフェニックス | 牡3      | 笠松     | 2:03.1   | 尾島徹     | 柴田高志   |
| 第32回 | 2008年10月30日 | ノゾミカイザー     | 牡3      | 愛知     | 2:05.6   | 兒島真二   | 錦見勇夫   |
| 第33回 | 2009年10月29日 | トウホクビジン     | 牝3      | 笠松     | 2:02.8   | 尾島徹     | 山中輝久   |
| 第34回 | 2010年10月28日 | マルヨサイレンス   | 牡3      | 笠松     | 2:04.5   | 尾島徹     | 柴田高志   |
| 第35回 | 2011年10月14日 | オオエライジン     | 牡3      | 兵庫     | 2:02.0   | 木村健     | 橋本忠男   |
| 第36回 | 2012年10月12日 | ブライトシンプー   | 牡3      | 愛知     | 2:04.4   | 宇都英樹   | 伊藤定幸   |
| 第37回 | 2013年10月10日 | エーシンクリアー   | 牡3      | 兵庫     | 2:04.9   | 田中学     | 橋本忠男   |
| 第38回 | 2014年10月16日 | ノゾミダイヤ       | 牡3      | 愛知     | 2:00.8   | 大畑雅章   | 錦見勇夫   |
| 第39回 | 2015年10月15日 | バズーカ           | 牡3      | 兵庫     | 2:02.3   | 木村健     | 田中範雄   |
| 第40回 | 2016年10月14日 | エイシンニシパ     | 牡3      | 兵庫     | 2:04.1   | 吉村智洋   | 橋本忠男   |
| 第41回 | 2017年10月13日 | ドリームズライン   | 牡3      | 愛知     | 2:04.2   | 大畑雅章   | 川西毅     |
| 第42回 | 2018年10月18日 | クリノヒビキ       | 牡3      | 兵庫     | 2:01.7   | 赤岡修次   | 橋本忠明   |
| 第43回 | 2019年8月29日  | ニューホープ       | 牡3      | 金沢     | 2:04.9   | 佐藤友則   | 中川雅之   |
| 第44回 | 2020年8月27日  | ダルマワンサ       | 牡3      | 笠松     | 2:06.0   | 加藤聡一   | 田口輝彦   |
| 第45回 | 2021年         | 開催中止           | 開催中止 | 開催中止 | 開催中止 | 開催中止   | 開催中止   |
| 第46回 | 2022年8月25日  | タニノタビト       | 牡3      | 愛知     | 2:06.5   | 岡部誠     | 角田輝也   |
| 第47回 | 2023年8月30日  | ペップセ           | 牝3      | 愛知     | 2:04.3   | 浅野皓大   | 今津勝之   |
| 第48回 | 2024年8月14日  | フークピグマリオン | セ3      | 愛知     | 2:05.2   | 今井貴大   | 宇都英樹   |
| 第49回 | 2025年8月11日  | サンヨウスフィーダ | 牝3      | 愛知     | 2:09.2   | 友森翔太郎 | 原口次夫   |

#### 各回競走結果の出典
- 岐阜金賞 歴代優勝馬 - 地方競馬全国協会